# Dichochrysa derbendica
Dichochrysa derbendica är en insektsart som först beskrevs av Hölzel 1967.  Dichochrysa derbendica ingår i släktet Dichochrysa och familjen guldögonsländor. Inga underarter finns listade i Catalogue of Life.